# 徐兆瑋
徐兆瑋（1867年—1940年），字少逵，号倚虹、棣秋生，晚年号虹隐。江蘇省蘇州府昭文縣人，清朝政治人物、進士出身。

## 生平
徐氏先世在清康熙年间从昆山迁居常熟桂村（何市）陈泾桥，传至徐兆玮为徐氏第七世。徐兆玮生父徐麟书，号芾棠，后嗣给其叔徐鸿诰。光绪二年（1876）师从太仓胡益谦学习经文。光绪十四年（1888）中举，光緒十六年（1890年），参加光緒庚寅科殿試，登進士二甲46名。同年五月，改翰林院庶吉士。光緒十八年五月，散館，授翰林院編修。
光绪三十三年（1907）赴日本留学。民国成立后，当选为常熟县民政副长，任国会众议院议员。
1917年，曹锟贿选，徐兆玮拒贿南归，从此无意政治，专注于家乡事务。先后办乡校，协助创办常熟图书馆，担任常熟县水利局局长，参与修浚白茆塘等水利工程，后接替丁祖荫主持修纂《重修常昭合志》。1940年，徐兆玮在上海去世。
徐兆玮一生致力于著述，故其著作多达百余种，现大都藏于常熟图书馆，其中包括他长达42年的《徐兆玮日记》。